# Мелечино
Мелечино — деревня в Устюженском районе Вологодской области.
Входит в состав Никифоровского сельского поселения (с 1 января 2006 года по 9 апреля 2009 года была центром Подольского сельского поселения), с точки зрения административно-территориального деления — центр Подольского сельсовета.
Расстояние до районного центра Устюжны по автодороге — 22 км, до центра муниципального образования посёлка Даниловское по прямой — 8 км. Ближайшие населённые пункты — Гряда, Леушино, Подольское.
Население по данным переписи 2002 года — 187 человек (88 мужчин, 99 женщин). Преобладающая национальность — русские (99 %).